# Мемориал на жертвите на терористични актове в Израел
Мемориалът на жертвите на терористични актове в Израел (на иврит: אנדרטת חללי פעולות האיבה, Andartat Halalei Pe'ulot HaEiva) е мемориал на всички жертви на тероризма в Израел от 1851 г. Паметникът се намира в Националното гражданско гробище на Израел в планината Херцел в Ерусалим. Мемориалът включва имената на израелски и други граждани, убити при терористични актове.